# Sverrir Þóroddsson
Sverrir Þóroddsson – islandzki kierowca wyścigowy.

## Biografia
W 1964 roku zapisał się na testy Lotusa 31 w Wielkiej Brytanii, a także wygrał debiutancki wyścig Formuły 3 na torze Snetterton. W tym samym roku wygrał trzy wyścigi (SMRC oraz BRSCC) i został mistrzem serii SMRC F3. Ponadto zajął w tamtym sezonie m.in. trzecie miejsce w wyścigach Whitsun Race Meeting i Vanwall Trophy. W 1965 roku zmienił samochód na Brabhama BT15. Rok później zajął trzecią pozycję w Gran Premio della Lotteria di Monza, ulegając jedynie Jonathanowi Williamsowi i Mike'owi Beckwithowi. W 1967 roku ścigał się Brabhamem BT18 i de Sanctisem. W roku 1969 zakupił nowego Brabhama BT28, z którego korzystał do 1970 roku.